# الكسندر لاس
الكسندر لاس (بالألمانية: Alexander Laas)‏ (5 مايو 1984 بهامبورغ في ألمانيا - ) هو لاعب كرة قدم ألماني في مركز الوسط. لعب مع آر بي لايبزيغ وأرمينيا بيليفيلد ونادي فولفسبورغ ونادي هامبورغ وArminia Bielefeld II ‏ وNiendorfer TSV ‏ ونادي هامبورغ 2 ‏.

## روابط خارجية
- الكسندر لاس على موقع قاعدة بيانات كرة القدم.إي يو (الإنجليزية)
- الكسندر لاس على موقع بيانات كرة القدم. دي إي (الألمانية)
- الكسندر لاس على موقع عالم كرة القدم.نت (الإنجليزية)